# Brachypeza striata
Brachypeza striata är en tvåvingeart som beskrevs av Bukowski 1934. Brachypeza striata ingår i släktet Brachypeza och familjen svampmyggor. Inga underarter finns listade i Catalogue of Life.